# Sabueso de Istria de pelo duro
Sabueso de Istria de pelo duro (en croata: istarski oštrodlaki gonič, en esloveno: istrski ostrodlaki gonič) es una raza de perro con origen en Croacia desarrollada a mediados del siglo XIX para la caza de zorros y conejos. Es un sabueso de manto duro mantenido más como cazador que como mascota.

## Historia
Los criadores croatas y eslovenos crearon la raza a mediados del siglo XIX cruzando el Gran grifón vandeano con el Cazador de Istria de pelo corto, un cazador de pelo suave desarrollado cruzando lebreles y sabuesos. La raza participó como tal en un primer concurso en Viena en 1866. Se utiliza para la caza de conejos, liebres y osos salvajes.